# Megachile rubrimana
Megachile rubrimana là một loài Hymenoptera trong họ Megachilidae. Loài này được Morawitz mô tả khoa học năm 1893.